# Губка Боб, ты уволен
«Губка Боб, ты уволен» (англ. SpongeBob, You’re Fired) — 189-я серия американского мультсериала «Губка Боб Квадратные Штаны». Данный эпизод был создан в 2012 году и впервые вышел на экран 3 июля 2013 года в Греции, в США — 11 ноября 2013 года.

## Сюжет
Губка Боб работает в «Красти Крабе» и готовит крабсбургер, в это же время Сквидвард спит на своём рабочем месте. Мистер Крабс подходит к Губке Бобу и сообщает, что он уволен. Губка Боб растерян и не понимает, что случилось, а Юджин объясняет, что он подсчитал свои расходы и понял, что можно немного сэкономить, если не платить Бобу зарплату. Губка Боб согласен работать даже даром на любимой работе, но Крабс говорит, что он думал об этом, но оказалось, что это незаконно и его лишат лицензии, и ещё раз сообщает, что Губка уволен. Также он даёт ему банку, розовую майку и топорик в подарок; Сквидвард вывозит его на тележке из ресторана и говорит, что ждёт его как посетителя. Когда Сквидвард вернулся в «Красти Краб», он спросил, кто теперь будет готовить крабсбургеры. Крабс сказал, что был отличным шеф-поваром на флоте и сможет заменить Губку Боба. Вдруг лопатка для жарки котлет загорается, и Сквидвард разочаровывается в новом поваре. У себя дома расстроенный Губка Боб объясняет ситуацию своему лучшему другу и соседу Патрику. Патрик радостно говорит, что быть безработным — это лучше всего на свете, и предлагает встретиться утром, чтобы познакомить Губку Боба «со всеми прелестями безработной жизни».
На утро следующего дня Губка Боб начинает «первый славный безработный день». Сначала они идут на «здоровый завтрак» в огород Сквидварда. Он злится, что те портят его палисадник, и закидывает их овощами. Потом они отправились к камню на краткую утреннюю сиесту, на которой Боб не смог заснуть. Дальше они отправились за бесплатным обедом к Сэнди, которая проводит психологический опыт под названием «Сколько всякой дряни можно съесть, если дают даром». Сэнди была удивлена, когда увидела Губку Боба в плохом состоянии. Узнав об увольнении, мотивирует Боба на поиски новой работы.
Первое место, куда пошёл Губка Боб — сосисочная, главным в которой был мистер Винер. Он берёт Губку Боба на работу, и тот приступает к приготовлению пищи. Бобу она не понравилась, он изменяет рецепт и получает «сосисбургеры». Винеру это не понравилось, и он увольняет Боба. Губка идёт в следующее место — пиццерию под названием «Полный рот», где также меняет рецепт и получает «пиццбургер». Хозяин пиццерии вышвыривает Боба за дверь. Дальше Боб идёт в тако-харчевню «Сомбреро» и готовит там «буррито-бургер». Владелец харчевни думает, что это хорошая идея, но когда клиент пробует бургер, оттуда вылетает мясо, и Губку Боба снова увольняют. То же самое случилось в кафе «Сырая лапша»: владельцу не понравился «лапшицбургер».
Грустный Боб, вернувшись домой, готовит корм «Улитко» для Гэри, который очень понравился Гэри и Патрику. Губка Боб обрадовался, что всем снова нравится его еда. В дверь постучались — Боб открыл дверь и увидел парней в костюмах хот-догов. Они похитили Боба, отнесли его в сосисочную мистера Винера и приковали у плиты. Винер сказал, что всем клиентам нравятся его «рулетики» и теперь он будет их готовить. Следом появляется Пицца-Пит и «спасает» Боба, но при этом несёт в свою пиццерию. Вскоре это приводит к битве между владельцами ресторанов. Они стали перетягивать Губку Боба, ведь каждый хотел забрать к себе в ресторан этого пекаря. Появляется огромный крабсбургер, избивает всех владельцев ресторанов и спасает бедного Губку Боба. «Крабсбургер-убийца» принёс Боба прямо в «Красти Краб», где дела шли плохо из-за кулинарного «таланта» мистера Крабса. Оказывается, что «крабсбургером-убийцей» был Сквидвард, которого мистер Крабс послал привести Боба обратно. Крабс его снова нанял и, чтобы восстановить свои доходы, установил платный туалет. Вся троица засмеялась над бедным стариком, который искал монетку, чтобы попасть в туалет.

## Роли
- Том Кенни - Губка Боб, Гэри
- Билл Фагербакки - Патрик Стар, лоб Патрика
- Роджер Бампасс - Сквидвард
- Клэнси Браун - мистер Крабс, Пицца-Пит
- Кэролин Лоуренс - Сэнди Чикс
- Мистер Лоуренс - Лапшимен
- Ди Брэдли Бейкер - мистер Винер, сеньор Тако, старик Уолкер

### Дубляж
- Сергей Балабанов - Губка Боб
- Юрий Маляров - Патрик Стар, лоб Патрика, старик Уолкер
- Иван Агапов - Сквидвард, Лапшимен
- Александр Хотченков - мистер Крабс, сеньор Тако
- Юрий Меншагин - Пицца-Пит
- Лариса Некипелова - Сэнди Чикс
- Андрей Гриневич - мистер Винер

## Производство
Спецвыпуск «Губка Боб, ты уволен» был написан Люком Брукширом, Марком Чеккарелли и Мистером Лоуренсом. Алан Смарт и Том Ясуми взяли роли анимационных режиссёров. Впервые серия была показана 3 июля 2013 года в Греции, а в США — через 4 месяца. Данный спецвыпуск является последней произведённой серией «Губки Боба» в 9-м сезоне перед началом производства фильма «Губка Боб в 3D».
Спецвыпуск «Губка Боб, ты уволен» был выпущен на одноимённом DVD-диске «SpongeBob, You’re Fired!» 29 апреля 2014 года. Эпизод также вошел в состав DVD «The Complete Ninth Season», который вышел в продажу 10 октября 2017 года.

## Отзывы критиков
Спецвыпуск «Губка Боб, ты уволен» получил смешанные отзывы от поклонников и критиков. Тем не менее серия была раскритикована и подвергнута негативным отзывам за его ссылки на безработицу, особенно со стороны Программы льготной покупки продуктов. Журнал «The Hollywood Reporter» отметил, что вероятно серия имела политическую повестку дня в отношении сети социальной защиты. Он добавил, что «это не первый раз, когда „Губка Боб“ пробирается в социальные комментарии». Журнал привёл в пример предыдущие эпизоды «Последняя линия обороны Губки Боба» (охрана окружающей среды) и «Всё на продажу» (очернение крупного бизнеса).